# Gervasius de Wolvehope
Gervasius de Wolvehope (fl. 1295 - 1302) foi um membro do parlamento inglês.
Ele foi um membro (MP) do Parlamento da Inglaterra por Lewes em 1295, 1298 e 1302.